# Svinö, Nagu
Svinö är en ö nära Pensar i Nagu,  Finland. Den ligger i Skärgårdshavet i Pargas stad i den ekonomiska regionen  Åboland i landskapet Egentliga Finland, i den sydvästra delen av landet. Ön ligger omkring 2 kilometer sydväst om Pensar, 12 kilometer sydost om Nagu kyrka, 37 kilometer söder om Åbo och omkring 160 kilometer väster om Helsingfors. Närmaste allmänna förbindelse är förbindelsebryggan vid Pensar som trafikeras av M/S Nordep.
Öns area är 79,5 hektar och dess största längd är 1,8 kilometer i öst-västlig riktning. Ön höjer sig omkring 35 meter över havsytan.